# Park Tae-hwan
Park Tae-hwan ((박태환?, 朴泰桓?); Seul, 27 settembre 1989) è un ex nuotatore sudcoreano.
Specializzato nello stile libero è uno dei maggiori talenti a livello mondiale delle medie distanze.
È stato squalificato per 18 mesi nel marzo 2015 dalla FINA per essere risultato positivo al testosterone dopo un controllo antidoping fuori competizione.

## Palmarès
- Giochi olimpici

Pechino 2008: oro nei 400 m sl e argento nei 200 m sl.
Londra 2012: argento nei 200 m sl e nei 400 m sl.
- Mondiali

Melbourne 2007: oro nei 400 m sl e bronzo nei 200 m sl.
Shanghai 2011: oro nei 400 m sl.
- Mondiali in vasca corta

Shanghai 2006: argento nei 400 m sl e nei 1500 m sl.
Windsor 2016: oro nei 200 m sl, nei 400 m sl e nei 1500 m sl.
- Campionati panpacifici

Victoria 2006: oro nei 400 m sl e nei 1500 m sl e argento nei 200 m sl.
Irvine 2010: oro nei 400 m sl e argento nei 200 m sl.
Gold Coast 2014: oro nei 400 m sl.
- Giochi asiatici

Doha 2006: oro nei 200 m sl, nei 400 m sl e nei 1500 m sl, argento nei 100 m sl, bronzo nella 4x100 m sl, nella 4x200 m sl e nella 4x100 m misti.
Canton 2010: oro nei 100 m sl, nei 200 m sl e nei 400 m sl, argento nei 1500 m sl e nella 4x100 m misti, bronzo nella 4x100 m sl e nella 4x200 m sl.
Incheon 2014: argento nei 100 m sl, bronzo nei 200 m sl, nei 400 m sl, nella 4x100 m sl, nella 4x200 m sl e nella 4x100 m misti.
- Campionati asiatici di nuoto

Tokyo 2016: oro nei 100 m sl, nei 200 m sl, nei 400 m sl e nei 1500 m sl e bronzo nella 4x100 m sl.

## Riconoscimenti
- Pacific Rim Swimmer of the Year: 2006